# Balkan Mirijevo
OFK Balkan Mirijevo, serb:  OФK Бaлкaн Mиpиjeвo – serbski klub piłkarski z Mirijeva, na przedmieściach Belgradu. Został utworzony w 1926 roku. Obecnie występuje w Srpska Liga Beograd.